# Кубок Президента Туркменістану з футболу
Кубок Президента Туркменістану з футболу (туркм. Türkmenistanyň Prezidentiniň kubogy) — міжнародний турнір з футболу в Туркменістані, який було засновано в 1994 році.

## Формат
Турнір присвячений Дню Державного прапора Туркменістану. Призовий фонд становить 35 000 доларів США. Переможець отримує 20000 доларів США разом з Кубком Президента, срібний призер - 10000 доларів, бронзовий призер - 5000 доларів США. З 2012 року проведення турніру перенесено з лютого на вересень.
Міжнародний турнір з футболу традиційно проводиться в Ашгабаті і є дуже популярним в регіоні.

## Історія
За історію свого існування, за Кубок Президента боролися команди з Білорусі, Вірменії, Грузії, Казахстану, Киргизстану, Латвії, Литви, Молдови, Росії, України, Узбекистану, Таджикистану, Естонії, Ірану, Туреччини, Південної Кореї, Китаю і Таїланду. У 2009 році команда з Бахрейну дебютувала в турнірі в Ашгабаті, розширивши тим самим географію країн-учасниць турніру до 20 країн світу.
За 15 років Кубок Президента покинув країну три рази - іранський «Естегал» виграв почесний трофей в 1998 році, грузинське Торпедо (Кутаїсі) в 2002 році і молдавська «Дачія» в 2006 році. Ашхабатська «Ніса» вигравала турнір чотири рази (1999, 2003, 2004 і 2005). «Копетдаг» і МТТУ виграли цей кубок по три рази, відповідно (1995, 1996 і 2001) і (2007, 2008 і 2009).

## Переможці
| Рік        | Фінал             | Фінал                  | Фінал             | Третє місце         | Третє місце             | Третє місце        | Стадіон                                       |
| Рік        | Переможець        | Рахунок                | Фіналіст          | Третє місце         | Рахунок                 | Четверте місце     | Стадіон                                       |
| ---------- | ----------------- | ---------------------- | ----------------- | ------------------- | ----------------------- | ------------------ | --------------------------------------------- |
| 1995 Огляд | Копетдаг          | 2 — 0                  | Туркменістан      | Металург (Нікополь) | 2 — 0                   | Спартак-2 (Москва) | Стадіон «Копетдаг», Ашгабат                   |
| 1996 Огляд | Копетдаг          | 1 — 0                  | Сконто            | Зоря-МАЛС           | 4 — 0                   | Транс (Нарва)      | Стадіон «Копетдаг», Ашгабат                   |
| 1997 Огляд | Туркменістан      | 2 — 1                  | Ворскла           | Єлимай              | 2 — 1                   | Єреван             | Стадіон «Чандибіл-Ніса», Ашгабат              |
| 1998 Огляд | Естеґлал          | 0 — 0 (7 — 6 пенальті) | Зеніт             | Ніса                | 1 — 0                   | Улсан Хьонде       | Стадіон «Копетдаг», Ашгабат                   |
| 1999 Огляд | Ніса              | 3 — 1                  | Туркменістан U-23 | Копетдаг            | [ 4 ]                   | Небітчі            | Стадіон «Копетдаг», Ашгабат                   |
| 2000 Огляд | Ашгабат           | 1 — 0                  | Ахалський велаят  | Балканський велаят  | 3 — 0                   | Гулістон           | Стадіон «Копетдаг», Ашгабат                   |
| 2001 Огляд | Копетдаг          | 2 — 0                  | Дніпро            | ЦСКА-2 (Москва)     | [ 4 ]                   | Таїланд U-23       | Стадіон «Олімпійський», Ашгабат               |
| 2002 Огляд | Торпедо (Кутаїсі) | 1 — 1 (4 — 2 пенальті) | Туркменістан      | Флора (Таллінн)     | 1 — 0                   | Туреччина U-21     | Стадіон «Копетдаг», Ашгабат                   |
| 2003 Огляд | Ніса              | 1 — 0                  | Туркменістан U-23 | Атлантас            | 1 — 0                   | Німан (Гродно)     | Стадіон «Копетдаг», Ашгабат                   |
| 2004 Огляд | Ніса              | 3 — 2                  | Торпедо (Кутаїсі) | Ворскла             | 1 — 0                   | Авіатор            | Стадіон «Копетдаг», Ашгабат                   |
| 2005 Огляд | Ніса              | 2 — 1                  | Небітчі           | Парвоз              | 3 — 2                   | Міка               | Стадіон «Копетдаг», Ашгабат                   |
| 2006 Огляд | Дачія (Кишинів)   | 4 — 3                  | МТТУ              | Ворскла             | 1 — 1 (4 — 3 пенальті)  | Трактор            | Стадіон «Копетдаг», Ашгабат                   |
| 2007 Огляд | МТТУ              | 3 — 2                  | Ашгабат           | Ворскла             | 0 — 0 (10 — 9 пенальті) | Ордабаси           | Стадіон «Олімпійський», Ашгабат               |
| 2008 Огляд | МТТУ              | 2 — 1                  | Ашгабат           | Іран U-23           | 1 — 0                   | Міка               | Стадіон «Олімпійський», Ашгабат               |
| 2009 Огляд | МТТУ              | 1 — 0                  | Сконто            | Ашгабат             | 1 — 1                   | Гандзасар (Капан)  | Стадіон «Олімпійський», Ашгабат               |
| 2010 Огляд | Алтин Асир        | 1 — 0                  | Балкан            | Туреччина U-21      | 3 — 0                   | Окжетпес           | Стадіон «Олімпійський», Ашгабат               |
| 2011 Огляд | Алтин Асир        | 2 — 1                  | Гандзасар (Капан) | Небітчі             |                         | Мерв               | Стадіон «Олімпійський», Ашгабат               |
| 2012 Огляд | Туркменістан U-17 | 4 — 0                  | Україна U-17      | Росія U-17          | 3 — 0                   | Таджикистан U-17   | Стадіон «Ашгабат», Стадіон «Копетдаг» Ашгабат |
| 2013 Огляд | Туркменістан U-15 | 2 — 1                  | Росія U-15        |                     |                         |                    | Стадіон «Ашгабат», Стадіон «Копетдаг» Ашгабат |